# کاترینا مولر-الماو
کاترینا مولر-الماو (آلمانی: Katharina Müller-Elmau؛ زادهٔ ۱۳ سپتامبر ۱۹۶۵) بازیگر سینما اهل آلمان است.
از فیلم‌ها یا برنامه‌های تلویزیونی که وی در آن نقش داشته‌است می‌توان به دیوانه، کلنیا اشاره کرد.